# 拉马尔迈松战役
拉馬爾邁松戰役（法語：Bataille de la Malmaison）發生於1917年10月23日至10月27日，是第一次世界大戰西線的一場重要戰役，為法軍對德軍尼維爾攻勢的一部分，法軍佔領了拉馬爾邁松的村莊和堡壘並控制了貴婦小徑。最終以德軍撤退到艾萊特河右岸告終。
這場戰役最值得一提的是火砲的攻勢和數量，這是第一次世界大戰中火炮強度最高的戰役，其火砲密集強度到1943年的庫斯克會戰才被超越，其中共1,800門以上的法國大砲，在前線的三天內發射了超過300萬枚砲彈。這場戰鬥還以戰略性的使用坦克而著稱。

## 註腳
1. ↑  Doughty 2005，第384–389頁.
2. 1 2  . Chemin des Dames – Le mémorial virtuel.   [2018-08-22].
 （页面存档备份，存于） .   [2022-01-28]. （原始内容存档于2014-09-03）.
3. 1 2 3 4 5  Philpott 2014，第279頁.
4. ↑  Times 1918，第241頁.